# Тафтс, Джеймс
Джеймс Тафтс (англ. James Tufts, 19 сентября 1829, Чарлстаун, Нью-Гэмпшир — 18 августа 1884, Ниобара, Небраска) — американский политик, исполняющий обязанности губернатора Территории Монтана в 1869 году.

## Биография
Тафтс родился в Чарльзтауне, штат Нью-Гэмпшир, и окончил Миддлберийский колледж в 1855 году. Он был принят в коллегию адвокатов в 1857 году и работал адвокатом в Айове. Переехал в Ниобрару на Территорию Небраска в 1859 году, где он стал судьёй и служил в законодательном органе территории.
Тафтс переехал на Территорию Дакота в 1861 году и занимал должность секретаря законодательного совета территории Дакота. В 1862 году он был назначен уполномоченным США по урегулированию военных претензий на территории Дакота.
Тафтс в 1863 году переехал на Территорию Айдахо в 1863 году и служил в законодательном органе Территории Айдахо. Он был первым спикером Территориальной палаты представителей штата Айдахо.
Джеймс Тафтс был назначен территориальным секретарём Территории Монтана в 1867 году и занимал пост исполняющего обязанности губернатора с 1868 по 1869 год.
Умер в Ниобраре 18 августа 1884 года.